# ロバート・モリス (独立宣言署名者)
ロバート・モリス（英:Robert Morris、1734年1月20日 - 1806年5月9日）は、アメリカ合衆国の商人であり、アメリカ独立宣言、連合規約およびアメリカ合衆国憲法の署名者である。アメリカ独立戦争でアメリカ側の財政援助を確保した役割から「革命の財務官」として知られている。皮肉なことに、後年、債務者刑務所に送られた。

## 生い立ちと初期の経歴
ロバート・モリスはイギリスのランカシャーで生まれた。オックスフォードのタバコ輸出商であった父、ロバート・モリス・シニアと共に13歳のときにアメリカのメリーランド植民地に移住した。若い時は家庭教師を付けられたが、教師が伝えなければならないこと全てを直ぐに学んでしまった。モリスの父はモリスをフィラデルフィアに行かせ、家族の友人であるチャールズ・グリーンウェイの所に滞在させた。グリーンウェイはチャールズ・ウィリングの海運会社の事務員になるよう手配した。1年後、船用大砲の詰め物による傷が原因で父が死んだ。
モリスは16歳で既にフィラデルフィアでも富裕な商人チャールズ・ウィリングの海運会社と銀行の業務に見習いを始めた。4年後にウィリングが死んだ後に、20歳のモリスはウィリングの息子トーマス・ウィリングの共同経営者になった。ウィリング・モリス&カンパニーの共同経営は1779年まで続き、その後もしばしば協力した。彼らはインドにその持ち船を送り出した。会社の輸入、輸出および一般銀行業務によってペンシルベニアでも最も繁栄する会社の一つになり、その結果モリスはフィラデルフィアでは富裕で影響力ある人となった。

## 私生活
1769年3月2日、35歳のモリスは20歳のメアリー・ホワイトと結婚した。二人には5人の息子と2人の娘が生まれた。
戦前は英国聖公会員であり、パインストリートのセントピーターズで礼拝した。義兄弟のウィリアム・ホワイトがフィラデルフィア聖公会協会の支部を始めた後、モリスは2番街のクライストチャーチで礼拝した。聖堂信者席はワシントンのものから数列しか離れていなかった。

## 公的な経歴

### 独立戦争以前

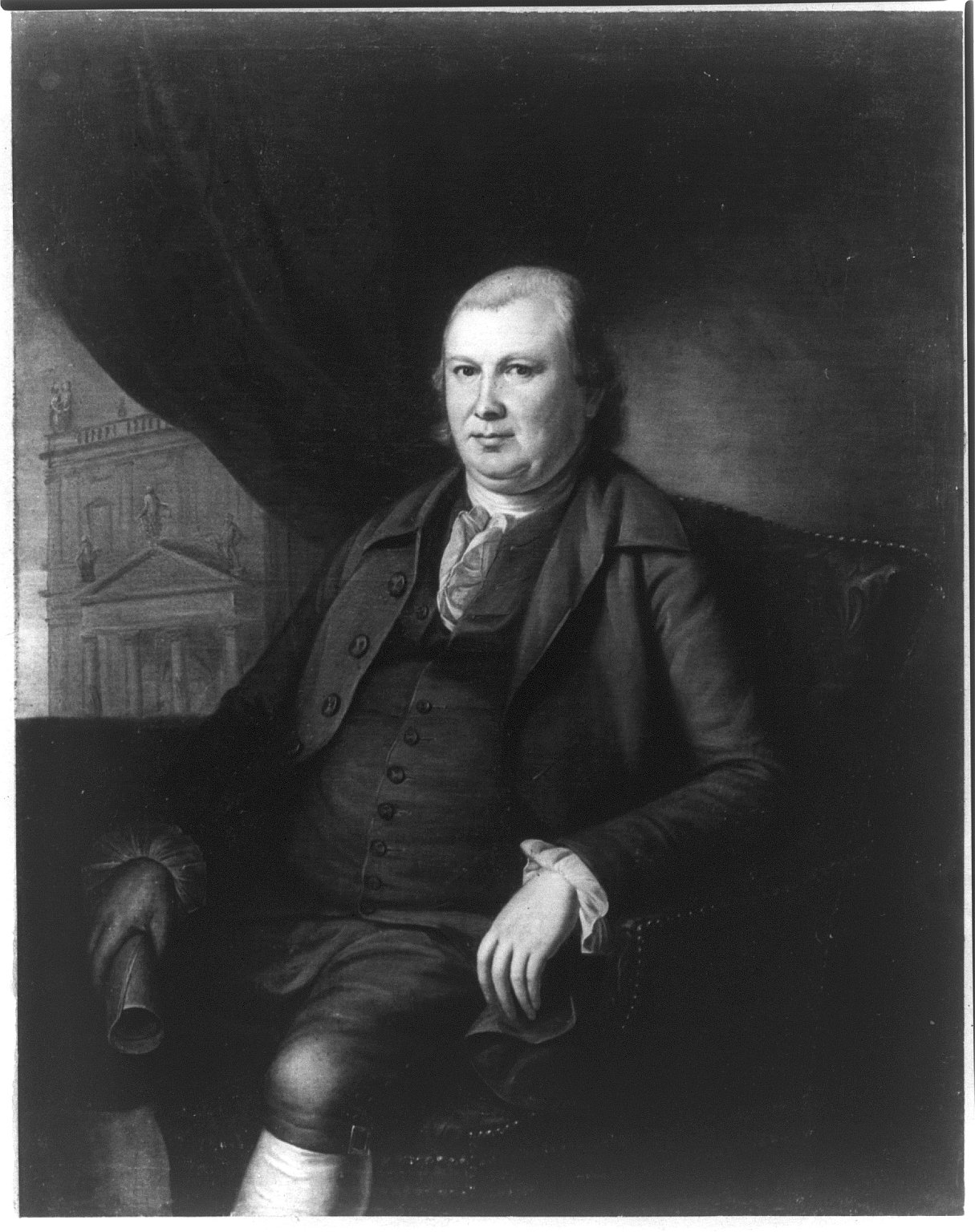
チャールズ・ウィルソン・ピールによるモリスの肖像画

1765年から1766年の印紙法はあらゆる法的な書類に掛かる税金を定めたものだったが、法律家はこれに反対する行動を取らなかった。しかし商人達が結束して違憲と見なすものを終わらせた。モリスは1765年に印紙法に抗議するために組織化された地元商人の委員会で働いた時が公的活動の開始であった。通りで抗議する者達に付いていき、収税官にはもし納税印紙がイギリス本国に送り返されないならば、収税官の家が「煉瓦のかけらまで」打ち壊されると説得した。モリスはイギリス本国に対して忠誠であったが、新しい法律は代表権の無いまま課税をしてきたものであり、イギリス市民として植民地人の権利を侵害していると信じた。
独立戦争前、イギリスはフィラデルフィアの港を支配下に置いた。イギリス王室は奴隷貿易を奨励し、国王の友人を富ましていた。同時に七年戦争の間、年季奉公の者はヨーロッパで戦うために徴兵されたので、アメリカへはそれまでのように来なくなっていた。モリスはウィリング・モリス&カンパニーが1隻の船を奴隷貿易のために送り出した時、会社の若い共同経営者であった。しかし最初の航海では十分な利益をもたらさず、2回目の航海ではフランスの私掠船に捕獲されてしまった。事業用の金を失うことになった。後にモリスとウィリングはフィラデルフィアに奴隷貿易船が入ることを止めさせる反輸入協定を支持した。また、貿易規制を終わらせる自由貿易の推奨者にもなり、これは事業を繁栄させた。モリスは奴隷貿易に課税させるようにまた奴隷所有者が人頭税を払うようにしようとした。この試みは当時万難を排して戦いに進もうという南部人には喜ばれなかった。
モリスはペンシルベニア安全委員会 (1775-1776)、通信委員会、植民地議会 (1775-1776) およびペンシルベニア邦議会の委員や議員にそれぞれ選ばれた (1776-1778)。
また1775年から1778年には第二次大陸会議のペンシルベニア邦代表に選ばれた。
1775年、大陸会議はモリスの会社と武器弾薬の輸入で契約を交わした。
モリスは独立が宣言される1年前にフランスから軍需物資を輸入する仕組みを工夫した秘密委員会の議長であった。モリスはこの委員会でジョン・アダムズと共に働き、モデル条約を書いた。この条約はその以前からの信念である自由貿易を取り入れていた。それはモリスの貿易のしくみの副産物であり、フランスとの条約では基本となった。
海洋海事委員会でも働き自分の最良の船ブラック・プリンスを大陸会議に売った。これが大陸海軍では最初の艦船アルフレッドになった。モリスの会社で働いていた船長の1人がアルフレッドの艦長になった。これがジョン・バリーである。
その広範で国際的な貿易ネットワークをスパイ・ネットワークにも活用し、イギリス軍の動きに関する情報を集めた。そのスパイの1人がチャールストンに近いムールトリー砦を守るためにアメリカ軍に有益な情報を送った。
1776年7月2日、モリスは独立宣言案に反対票を投じた。また最終案が7月4日に採択されたときは投票を辞退した。しかし8月2日、「私の計画が採択されないときに怒り出すような政治家の一人ではない。主導できないときは従うのが善良な市民の務めだと思う。」と言って、独立宣言に署名した。

### 戦争中

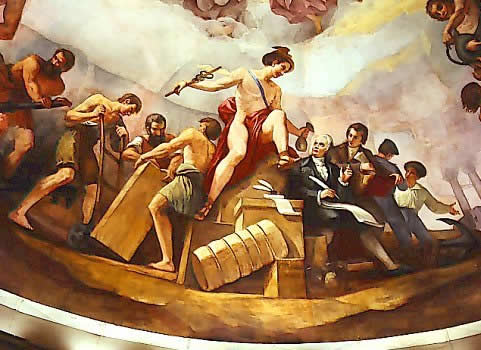
アメリカ合衆国議会議事堂ロタンダのフレスコ画『ワシントンの神格化』の部分。モリスがマーキュリーから金の袋を受け取っている。

独立戦争の間の1776年12月、大陸会議の議員がボルティモアに逃げたときもモリスはフィラデルフィアに留まった。ワシントンの軍隊に払うための1万ドルを何とか借金で工面できた。これがトレントンとプリンストン両戦闘の直前の大陸軍をつなぎ止めることになった。
1778年3月、モリスはペンシルベニア邦の代表として連合規約に署名するよう選ばれた。
モリスの大きな富は戦争中もイギリス船の貨物を捕獲する私掠船のお陰で増え続けた。多くの私掠船を所有しており、イギリス船が港に来たときは戦利品を売り払う役にも立った。
大陸会議での活動を終えた直後にもペンシルベニア邦議会でさらに2期、1778年から1781年まで議員を務めた。この任期中に邦憲法の抑制と均衡を回復させるために働き、宗教試験法を廃案にさせた。この期間、トマス・ペインやヘンリー・ローレンスなどがモリスとその会社は戦争を利用して暴利をむさぼっていると批判した。大陸会議の委員会は1779年にモリスとその会社は不適切な金融取引を行っているという訴えに対し無罪を宣告したが、その評判はこの出来事で損なわれた。
モリスはペンシルベニア邦が軍隊に軍需物資を供給することに失敗したときに、商人協会に加入した。ペンシルベニア邦は支配していた市場の失敗と自らに課した禁輸のために1780年に破産していた。究極的には邦がモリスを呼び出して経済を建て直すよう要求した。モリスは貿易のために港を開き、市場には商品価値と通貨を決めさせた。
1781年のアメリカは危機的状況だった。イギリス軍は海上から海岸線、2つの主要都市および西部の前線を支配していた。政府の財政は2,500万ドルの負債超過となり、公的な信用貸しは破綻した。大陸会議は直面する問題を凝視してその政策の失敗を認識し、長い間使っていた委員会システムを変更してアメリカの歴史では初めて行政府を創出した。モリスは財政と海事の2つの役職を兼任した。モリスの批判者が心配する中で、今日では「行政権限」と呼ばれるものを認められ「独裁的な権限」を得ていた。大陸会議は1781年から1784年までモリスをアメリカ合衆国の財政最高責任者に指名した。批判者の中傷から自身を防衛するために、大陸会議がモリスに関連する公的役職に奉職しながら利益の出る私的事業を続けることを認めていると主張した。実際の所は、この期間の私的事業では活動的でなく、様々な会社ではものを言わない共同経営者であった。
財政最高責任者になった3日後、モリスは国立銀行の設立を提案した。これは1782年に合衆国に設立許可された最初の金融機関、バンク・オブ・ノースアメリカの創設に繋がった。この銀行はモリスが1781年にフランスから獲得した大きな借金によって一部資金が手当てされていた。銀行の最初の役目はイギリスとの戦争の資金を賄うことであった。
財政最高責任者のモリスは歳出を減らす幾つかの改革を行い、競争入札の利用、出金手続の締め付け、および連邦政府が各邦と金や物資の負担を分け合うよう要求することで政府の支出を大きく減らした。
モリスは1779年、および1781年から1783年にナサニエル・グリーン軍に対する補給物資を調達した。
ワシントン将軍がニューヨーク邦からバージニア邦のヨークタウンに移動するときも積極的な役割を果たした。この移動が始まった時にはワシントンの宿営地にいた。行軍の補給係将校として働き、軍隊移動のための資金140万ドル以上を自身の信用で調達した。海事関係の官吏でもあったので、フランス海軍と連絡を取り、ワシントン軍のヨークタウンの戦いに間に合うようにした。ヨークタウン以後、モリスはこの戦争が弾丸の戦いから財政の戦いに変質したと述べた。
時には友人から金を借りることもあり、また軍需物資のようなものを買うために自署のある借用書を発行して個人的な信用のリスクを採ることもあった。例えば、1783年に兵士の給与のために80万ドルの借用書を発行した。これは同年にニューハンプシャー邦が戦争協力のために供出したものが3,000ドル相当の牛肉だけであり、全邦を併せても80万ドルに満たなかったときに行った。このように個人的な信用を拡張して使ったことで将来に禍根を残した。モリスは後に、戦争中に150隻以上の船を失ったが、「ほぼトントン」になったと言っていた。
財政最高責任者の在任期間、友人で助手のガバヌーア・モリス（親戚ではない）の助力を得た。モリスは「公的信用について」という文書で国の経済の仕組みを提案した。これは後にハミルトンが同じ名前で提出した計画の基礎になった。
1782年1月15日、モリスは後に大陸会議に提出する提案書の原稿を書いた。この中にはアメリカ合衆国造幣局の創設や十進法による硬貨の提案が含まれていた。しかし、アメリカ合衆国が造幣局を作ったのは1792年のことであり、ハミルトンが別の提案を行った後だった。

### 後の政歴
モリスは1787年にフィラデルフィアで開催されたアメリカ合衆国憲法制定会議の代議員に選ばれた。モリスはやりくりしてガバヌーア・モリスとさらにジェイムズ・ウィルソンが委員会に入るようにした。二人とも会議中に奴隷制の廃止を強力に訴えた。
当時この会議ではモリスが裏舞台で活躍したことが広く知られており、記録に残る唯一重要な役回りは友人のジョージ・ワシントンを議長に指名したことである。
ワシントンが大統領になった1789年、モリスを財務長官に指名したが、モリスは辞退した（その代わりにハミルトンを推薦した）。モリスは1789年から1795年までアメリカ合衆国上院議員を務めた。41の上院委員会に属し、その多くで報告した。議会におけるその地位を利用して、商業を活性化させるための運河や灯台など国内改良を含む連邦党の経済計画を支持することに的を絞っていた。上院議員として概して連邦党を支持し、ハミルトンの経済政策の後ろ盾となった。実のところ、ハミルトンの提案は10年ほど前に提出されたモリスの「公的信用について」の焼き直しだった。
ペンシルベニア州選出の上院議員として、新しい連邦地区が建設中であった10年間、フィラデルフィアに連邦政府を持ってきたのはモリスの力だったとされている。この期間、自分の家を離れ、それをワシントンの住居として提供した。後にアダムズが大統領になったときもこの家を使った。

## 晩年
モリスは幾つかの運河会社、蒸気機関の会社を作り、マーケット・ストリートの自分の庭から熱気球を挙げたりした。アメリカでは最初の製鉄圧延工場を持っていた。その製氷室はワシントンがマウントバーノンに設けたもののモデルとなった。新しいチェスナット・ストリート劇場を後援し、園芸協会を作ってレモンの木のある温室を作った。
1791年5月、マサチューセッツ州からニューヨーク州西部を基本的に全部購入した。モリスの息子トマス・モリスは独立戦争中にイギリス軍の側に付いたシックス・ネーションズと和解を成立させた。続いて、モリスは1792年から1793年の間にその広大な土地の大半をオランダ土地会社に売却した。
1794年、ピエール・シャルル・ランファンの設計でフィラデルフィアのチェスナット・ストリートに邸宅の建設を始めた。
モリスは後に土地への投機に深く関わるようになりうまくいかなかった。コロンビア特別区への投資、および南部田園地帯の600万エーカー (24,000 km2)以上の土地の購入などである。オランダからの借金を期待していたが、イギリスとオランダが革命フランスに宣戦布告したために実現できなかった。それに続くナポレオン戦争でアメリカの不動産市場が打撃を受け、借入によって資金調達をしているモリスの会社が倒産した。イギリス、アメリカおよびカリブ海の金融市場は1797年の恐慌に伴うデフレーションで苦しむことになった。かくしてモリスは土地貧乏（多くの土地を持っているが債権者に払う金が無かった）となった。

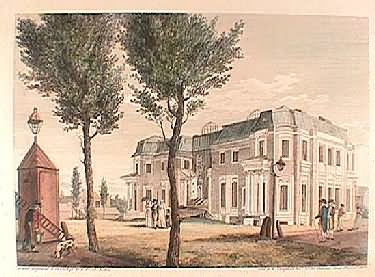
モリスの愚行

モリスはフィラデルフィアのスクーカル川沿いにある所有地「ザ・ヒルズ」に隠れて債権者から逃れようとしたが、逮捕されて、1798年2月から1801年8月まで、フィラデルフィアのプルーン・ストリート刑務所に債務者として収監された。まだ完工していなかった邸宅は「モリスの愚行」と呼ばれ、その土地はサンソム・ストリートになった。家に使われていた大理石はラトローブが購入し、ロードアイランド州からサウスカロライナ州のチャールズタウンまでの建物や記念碑に使われた。
モリスの経済的失敗によってその事業に投資した他の著名な連邦党員の多くの財産を減らしてしまった。モリスの政敵の中の扇動家はその破産を利用してペンシルベニアでの政治的権力を掴んだ。トマス・マッキーンが知事に選ばれ、アメリカの政治的後援会方式を改良した。マッキーンの党が1800年アメリカ合衆国大統領選挙でペンシルベニア州の選挙人団を制し、トーマス・ジェファーソンが大統領になることに貢献した。
連邦議会が倒産法を制定したこともあって、モリスは釈放された。
モリスは釈放後に健康を害していたこともあり、その後の人生は隠退して過ごした。その不幸の間も支え続けた妻に助けられた。モリスは1806年5月9日にフィラデルフィアで死に、クライスト・チャーチにある義兄弟ウィリアム・ホワイト司祭の家族墓地に葬られた。

## 遺産

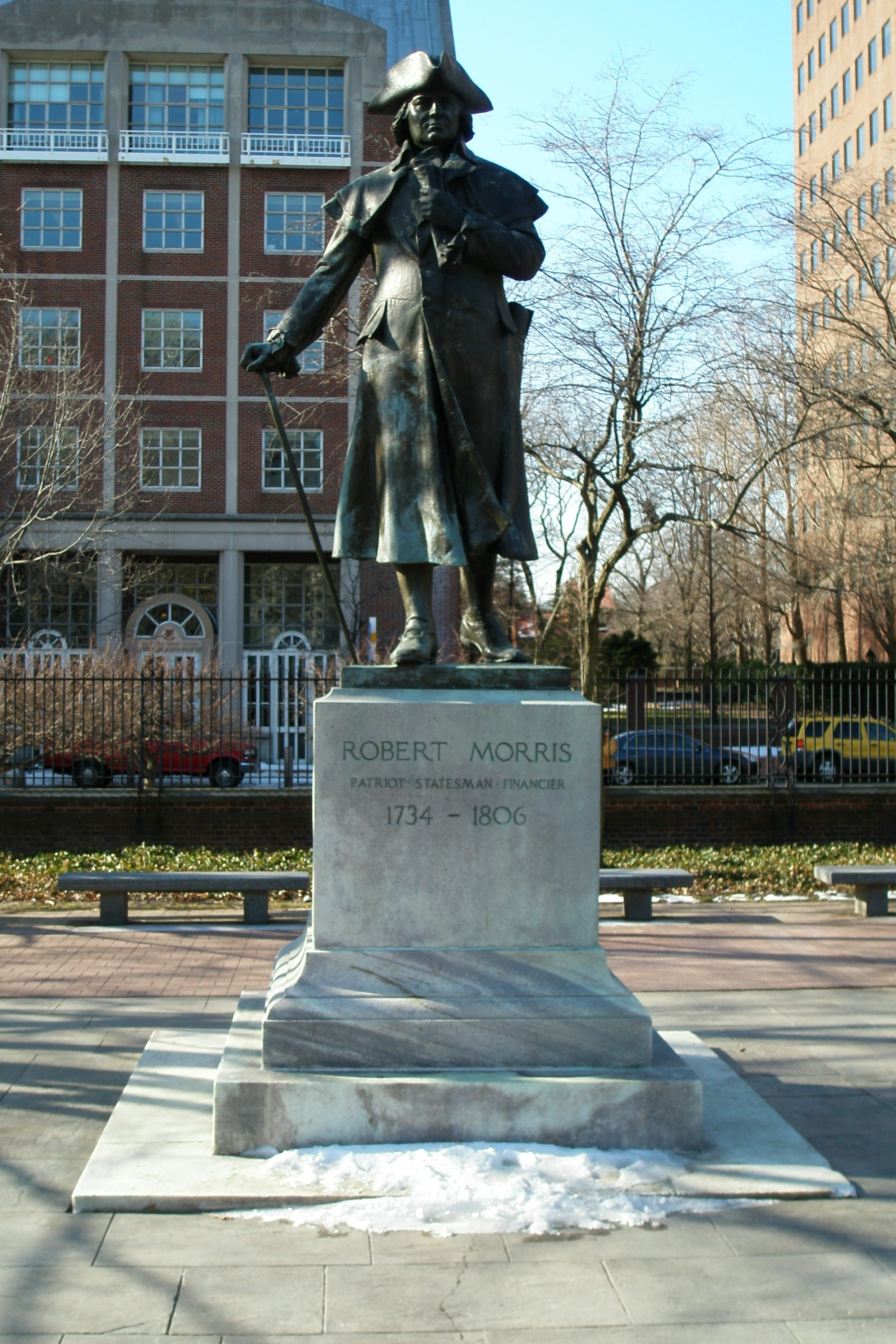
国立独立歴史公園にあるモリスの銅像

1862年から1863年の1000ドル札および1878年から1880年の10ドル銀証券にはモリスの肖像画が使われた。アレクサンダー・ハミルトンやアルバート・ギャラティンと共に、モリスはアメリカ合衆国の財政の仕組みを作った重要人物の一人と考えられている。建国期の重要な3つの文書、アメリカ独立宣言、連合規約およびアメリカ合衆国憲法の全部に署名したのは、モリスとロジャー・シャーマンの2人だけである。
ドル記号 ("$")は18世紀半ばに商人の間で使われるようになった。米ドルより前にあったスペインのミルド・ダラーに典拠がある。モリスは公式文書やオリバー・ポロックとの公式通信でこの記号を使った最初の人であった。ずっと後になって米ドルを表す記号となったが、まだ通貨はスペインの貨幣が多く使われていた。
モリスに因む施設等には次のものがある。
- ロバート・モリス・カレッジ
- ロバート・モリス大学
- ロバート・モリス小学校
  - ニューヨーク州バタビア
  - ペンシルベニア州スクラントン
  - ペンシルベニア州フィラデルフィア
- ニューヨーク州マウントモリスはジェネシー川にある大規模洪水予防ダムの場所であり、ロバート・モリスに因んで名付けられた
- アメリカ海軍とアメリカ沿岸警備隊の幾つかの船がUSSモリス、またはUSRCモリスと名付けられた。
- ペンシルベニア州の小さな町モリスビルはモリスに因んで名付けられ、町の広場にはモリスの銅像がある。
- メリーランド州オックスフォードのロバート・モリス・インもモリスに因んで名付けられた。

ロバート・モリスのフィラデルフィアの家は、財政最高責任者としての大半を過ごし、海事関係の官吏として大陸海軍を運営し (1781-1784)、憲法制定会議の代議員であったとき (1789)に過ごした家であるが、後にワシントンD.C.の建設中にフィラデルフィアが合衆国の一時的な首都であったときワシントンやアダムズ大統領が住んだ。この建物は今は無いが、その場所は大統領の家と呼ばれるものに住んだワシントンの奴隷を記念することになる計画が進行中である。このことは独立宣言や憲法の署名者の中でもモリスの遺産をユニークなものにしている。国立公園局はモリスの家があった場所をモリスの人生にも経歴にも関わりの無い解釈に使おうとしている。